# FCRL5
البروتين الشبيهة بمستقبل Fc-5 (بالإنجليزية: Fc receptor-like protein 5)‏ ومختصره (FCRL5) هو بروتين موجود عند الإنسان ومشفر بالمورثة FCRL5.
كما صنف البروتين FCRL5 على أنه هو كتلة التمايز 307 (CD307).